# 161-es busz (Prága)
A prágai 161-es busz a Bořislavka metróállomás és a Přední Kopanina buszmegálló, esetenként a Prága-Václav Havel repülőtér között közlekedik, Prága 6. kerületében, érintve Nebušicét.

## Útvonala
| Přední Kopanina felé | Bořislavka felé |
| --- | --- |
| Bořislavka – Jenerálka – Nad Habrovkou – Průhonský háj – Na Parcelách – Škola Nebušice – K Noskovně – Na Mlýnici – U Václava – K Juliáně – Přední Kopanina – K Tuchoměřicům – Terminál 1 – Letiště | Terminál 1 – Terminál 2 – Schengenská – K Tuchoměřicům – Přední Kopanina (K Padesátníku) – Přední Kopanina – K Juliáně – U Václava – Na Mlýnici – Nebušice – K Noskovně – Škola Nebušice – Na Parcelách – Průhonský háj – Nad Habrovkou – Jenerálka – Bořislavka |

## Megállóhelyei
| 0  | Bořislavka                      | Bořislavka                      | 13 | A 116, 131, 163, 216, 312, 316, 356, 907 1, 2, 5, 7, 8, 13, 14, 15, 18, 20, 22, 25, 26, 91 |
| 3  | Jenerálka                       | Jenerálka                       | 10 | 116, 263, 312, 316, 356, 907                                                               |
| 4  | Nad Habrovkou                   | Nad Habrovkou                   | 9  | 312, 907                                                                                   |
| 5  | Průhonský háj                   | Průhonský háj                   | 8  | 312, 907                                                                                   |
| 6  | Na Parcelách                    | Na Parcelách                    | 7  | 312, 907                                                                                   |
| 7  | Škola Nebušice                  | Škola Nebušice                  | 6  | 312, 907                                                                                   |
| 8  | K Noskovně                      | K Noskovně                      | 5  | 312, 907                                                                                   |
| 9  | Nebušice                        | Nebušice                        | 4  | 312, 907                                                                                   |
| 9  | Na Mlýnici                      | Na Mlýnici                      | 3  | 312, 907                                                                                   |
| 10 | U Václava                       | U Václava                       | 2  | 312, 907                                                                                   |
| 11 | K Juliáně                       | K Juliáně                       | 1  | 312, 907                                                                                   |
| 13 | Přední Kopanina                 | Přední Kopanina                 | 0  | 312, 907                                                                                   |
| 13 | Přední Kopanina (K Padesátníku) | Přední Kopanina (K Padesátníku) | –  |                                                                                            |
| 14 | K Tuchoměřicům                  | K Tuchoměřicům                  | 6  | 312, 907                                                                                   |
| –  | Schengenská                     | Schengenská                     | 2  | 100, 191, 907, 910                                                                         |
| 18 | Terminál 1                      | Terminál 2                      | 1  | 100, 191                                                                                   |
| 19 | Terminál 2                      | Terminál 1                      | 0  | 100, 191, 907, 910                                                                         |
| 20 | Letiště                         | Letiště                         | –  |                                                                                            |